# Luxemburgische Eishockeyliga 1999/2000
Die Saison 1999/2000 war die vierte Spielzeit der luxemburgischen Eishockeyliga, der höchsten luxemburgischen Eishockeyspielklasse. Meister wurde zum insgesamt vierten Mal in der Vereinsgeschichte Tornado Luxembourg.

## Modus
In der Hauptrunde absolvierten drei Mannschaften jeweils vier Spiele. Der Erstplatzierte der Hauptrunde qualifizierte sich für das Meisterschaftsfinale gegen den Vorjahresmeister Tornado Luxembourg. Für einen Sieg erhielt jede Mannschaft zwei Punkte, bei einem Unentschieden gab es ein Punkt und bei einer Niederlage null Punkte.

## Hauptrunde
|    | Klub                  | Sp | S | U | N | Tore  | Punkte |
| -- | --------------------- | -- | - | - | - | ----- | ------ |
| 1. | Lokomotive Luxembourg | 4  | 3 | 0 | 1 | 32:18 | 6      |
| 2. | IHC Beaufort          | 4  | 3 | 0 | 1 | 26:26 | 6      |
| 3. | Rapids Remich         | 4  | 0 | 0 | 4 | 18:32 | 0      |

Sp = Spiele, S = Siege, U = Unentschieden, N = Niederlagen

## Finale
- Tornado Luxembourg – Lokomotive Luxembourg 10:7